# Juan Fernando Quintero
Juan Fernando Quintero Paniagua (Medellín, Colòmbia, 18 de gener de 1993) és un futbolista colombià que juga com a migcampista ofensiu al Junior de Barranquilla.